# Сентябрь 2021 года

Список событий сентября 2021 года.

## События
- 1 сентября
  - В Казахстане стартовала третья Национальная перепись населения[1].
  - В первом финансовом квартале экономика Индии показала рекордный рост на 20,1 % в годовом измерении[2].
  - В Италии стартовал 78-й Венецианский кинофестиваль, который открылся показом фильма Педро Альмодовара «Параллельные матери»[3].
  - Верховный суд США отказался блокировать принятый в штате Техас закон, запрещающий проводить аборты после шести недель беременности[4].

- 2 сентября
  - В Нью-Йорке из-за наводнения, вызванного дождями, который принёс ураган «Ида», объявлен режим чрезвычайной ситуации[5].
  - Президент Польши Анджей Дуда подписал распоряжение о введении чрезвычайного положения на границе с Белоруссией из-за ситуации с нелегальными мигрантами[6].

- 3 сентября
  - В США в штатах Нью-Йорк, Нью-Джерси и Пенсильвания погибли по меньше мере 82 человека в результате урагана «Ида», который начиная с минувшего понедельника пришёл на территорию Америки[7].
  - На Восточном экономическом форуме подписано соглашение о строительстве нового города Спутник в 30 километрах от Владивостока[8].
  - Главный инженер марсохода Perseverance Адам Стелцнер[англ.] объявил об успешном получении первого образца планетарного грунта[9].
  - Премьер-министр Японии Ёсихидэ Суга объявил, что не будет переизбираться на пост главы правящей Либерально-демократической партии, это означает, что политик перестанет занимать пост премьер-министра[10].

- 4 сентября
  - В Казани состоялась торжественная церемония открытия I Игр стран СНГ[11].

- 5 сентября
  - В Гвинее в ходе государственного переворота был арестован президент Альфа Конде[12].
  - Отборочный матч между сборными Бразилии и Аргентины был прерван, так как несколько аргентинских игроков попытались обойти ковидные правила и избежали карантина[13].
  - «Яндекс» отразил «Mēris», крупнейшую DDoS-атаку в истории интернета[14].
- 6 сентября
  - Запрещённое в России радикальное движение «Талибан» объявило о взятии под полный контроль последнего оплота сопротивления — афганской провинции Панджшер[15].
  - Итальянский лётчик Дарио Коста[англ.] установил мировой рекорд, выполнив полёт в двух автомобильных тоннелях[16].
  - Цена электроэнергии для Германии на Европейской энергетической бирже[нем.] превысила предыдущий исторический максимум, установленный в 2008 году. Резкий рост стоимости генерации электроэнергии был обусловлен взлётом цен на природный газ и уголь, а также стремительным ростом стоимости эмиссионных квот[17].

- 7 сентября
  - В Сальвадоре вступил в силу принятый в июне 2021 года закон, по которому биткоин признаётся официальной валютой[18].
  - В Афганистане в ходе протестов против власти талибов в провинции Герат погибли два человека, ещё восемь человек ранены[19].
  - Отец певицы Бритни Спирс подал в Верховный суд Лос-Анджелеса[англ.] иск о прекращении 13-летней опеки над своей дочерью[20].
  - В Мюнхене открылся первый масштабный постпандемийный автосалон — выставка IAA Mobility[21].
  - Венесуэла в рамках инициативы COVAX получила первую партию из 693.600 доз вакцины CoronaVac[22].
- 8 сентября
  - Новым главой МЧС России временно назначен Александр Чуприян вместо погибшего на озере Лама при попытке спасти режиссёра Александра Мельника бывшего руководителя Евгения Зиничева[23].
  - В парижском Дворце правосудия началось судебное разбирательство над подсудимыми, подозреваемыми в оказании помощи террористам, устроившим теракты в Париже 13 ноября 2015 года[24].
  - В Ногинске произошёл взрыв газа в жилом доме, в результате происшествия погибли 7 человек, 22 пострадали. Взрывом полностью разрушено 17 квартир[25].
  - В результате пожара в индонезийской тюрьме в городе Тангеранг погибли 46 человек[26][27].
  - Местные власти снесли крупнейший памятник на мемориальной аллее американского Ричмонда в штате Виргиния — конную статую генерала Роберта Ли[28].
  - В Исландии начал работать крупнейший в мире завод по откачке углекислого газа из земной атмосферы[29].
  - В федеральном суде Калифорнии начался процесс над Элизабет Холмс, основательницей стартапа Theranos. Её обвиняют в мошенничестве по предварительному сговору[30].

- 9 сентября
  - В России 39,8 млн человек были полностью вакцинированы от COVID-19[31].

- 10 сентября
  - В Минске прошло заседание Совета министров Союзного государства России и Белоруссии, по его итогам были одобрены 28 программ, «направленных на реализацию масштабных задач по укреплению российско-белорусской интеграции», в частности стороны договорились об отмене роуминга, формировании единой аграрной и промышленной политики, единых правилах в области защиты прав потребителей[32].
  - Председатель правления ПАО «Газпром» Алексей Миллер объявил о полном завершении строительства газопровода «Северный поток — 2»[33].
  - В Италии на острове Пантеллерия два человека погибли и девять пострадали из-за смерча[34].
  - Президент Ливана утвердил правительство национального спасения в главе во главе с мусульманским магнатом-суннитом Наджибом Микати. В новом кабинете министров кроме политического, соблюдено и религиозное соотношение сторон: из 24 руководителей ведомств 12 являются христианами и 12 — исповедуют ислам[35].

- 11 сентября
  - В результате взрыва газа и обрушения жилого дома в посёлке Солидарность Липецкой области погибла 1 женщина, 2 человека спасены, 6 пострадали[36][37][38].
  - «Золотого льва» 78-го Венецианского кинофестиваля получила французская картина Одри Диван «Событие»[39].
  - Лидер марокканский партии «Национальное объединение независимых» Азиз Аханнуш назначен премьер-министром королевства после победы его партии на прошедших в Марокко парламентских выборах[40].
  - Всеирландский чемпионат по гэльскому футболу-2021 закончился победой в финале сборной Тирона над сборной Мейо[англ.][41].

- 12 сентября
  - Самолёт L-410 авиакомпании Аэросервис совершил жёсткую посадку в 4 километрах от села Казачинское, в авиакатастрофе погибли 4 человека[42].
  - В Литве стартовал чемпионат мира по мини-футболу 2021[43].
  - Британка Эмма Радукану и россиянин Даниил Медведев стали победителями Открытого чемпионата США по теннису в одиночных разрядах[44].
- 13 сентября
  - Еврокомиссия сообщила, что к 1 января 2023 года Хорватия может, при условии соблюдения всех критериев конвергенции, стать двадцатым членом еврозоны и полностью перейти на евро. Сейчас в Хорватии национальная валюта — хорватская куна, кампания по переходу на евро ведётся с 2017 года[45].
  - В Норвегии прошли парламентские выборы, победу одержала Рабочая партия во главе с Йонасом Гаром Стёре[46]. После этих выборов все пять стран Северной Европы — Дания, Исландия, Норвегия, Финляндия и Швеция — впервые с 1959 года управляться левоцентристскими правительствами[47][48].

- 14 сентября
  - Сооснователь компании Apple Стив Возняк объявил о создании собственной космической компании «Privateer Space»[49].
  - Председателем начавшей свою работу 76 сессии Генассамблеи ООН избран представляющий Мальдивы Абдулла Шахид[50].
  - Ураган «Николас» обрушился на американский штат Техас, и направился в сторону Хьюстона[51].
  - В Бразилии недалеко от города Пирасикаба потерпел крушение самолёт King Air, жертвами катастрофы стали 7 человек[52].

- 15 сентября
  - Компании Fujifilm, Hewlett-Packard, Quantum[англ.] и IBM одновременно начали продажи плёночных картриджей нового поколения LTO-9 нативной ёмкостью 18 ТБ, которые по скорости чтения/записи превосходят современные HDD и SSD[53].
  - Объединение журналистов‑расследователей OCCRP прекратило работу в России[54].
  - Новым главой МИД Великобритании вместо Доминика Рааба была назначена Элизабет Трасс[55].
  - Учёные из Йельского университета доказали, что карта Винланда, выдаваемая за древнейшую карту Америки, является сознательной подделкой, сделанной в XX веке[56].
  - Губернатор Калифорнии демократ Гэвин Ньюсом отразил попытку республиканцев прекратить его полномочия, выиграв досрочные выборы[57].
  - Компания Rolls-Royce провела первые испытания своего полностью электрического самолёта Spirit of Innovation[англ.][58].
- 16 сентября
  - На базе СПбГУ в Санкт-Петербурге создан центр по изучению постковидного синдрома[59].
  - С мыса Канаверал в космический полёт отправился корабль Dragon 2 (Crew Dragon) с экипажем, впервые полностью состоящим из гражданских лиц[60].
  - Главами соответствующих государств было объявлено о новом трёхстороннем договоре Австралии, Великобритании и США о партнёрстве в сфере обороны и безопасности[61].

- 17 сентября
  - В России начались трёхдневные выборы в Госдуму и в региональные законодательные органы, а также руководителей ряда регионов[62].
  - Первый экипаж китайской орбитальной станции «Тяньхэ» вернулся на Землю на спускаемом аппарате «Шэньчжоу-12». Приземление аппарата прошло на полигоне Дунфэн[63].

- 18 сентября
  - В ходе широкомасштабной контртеррористической кампании «Мадаго Райя[англ.]» был убит самый разыскиваемый боевик Индонезии Али Калора[англ.], глава террористической группы MIT[англ.][64].
  - Власти Американского Самоа подтвердили первый случай COVID-19[англ.] на территории государства[65].

- 19 сентября
  - В Лос-Анджелесе прошла основная церемония вручения премии «Эмми». «Тед Лассо» завоевал премию в категории лучший комедийный сериал, «Ход королевы» — в категории лучший мини-сериал, «Корона» — в категории лучший драматический сериал. Первое место по числу наград — 11 — разделили «Корона» и «Ход королевы»[66][67].
  - На испанском острове Пальма началось извержение в вулканической гряде Кумбре-Вьеха[68].
  - В Гонконге прошли выборы членов избирательной комиссии, к которым были допущены только «патриоты» — люди, которые лояльны Китаю и самому полуавтономному региону[69].
- 20 сентября
  - В результате стрельбы в Пермском государственном университете погибли 6 человек[70].
  - Президент России Владимир Путин подписал указ о продлении до конца 2022 года действия продовольственных контрсанкций[71].
  - В Алма-Ате в результате стрельбы погибли 5 человек, среди которых двое сотрудников полиции. Мужчина открыл стрельбу по приставам и полицейским, когда его пришли выселять из частного дома. Стрелявший задержан[72].
  - На Канарах из-за извержения вулкана эвакуировано более 2000 человек[73].
  - Грузовой корабль «Тяньчжоу-3» произвел успешную стыковку с главным модулем китайской космической станции[74].

- 21 сентября
  - Британская полиция назвала имя третьего россиянина, обвиняемого в отравлении бывшего офицера ГРУ Сергея Скрипаля и его дочери Юлии. Это генерал-майор ГРУ Денис Сергеев[75].
  - Европейский суд по правам человека признал ответственность российских властей за отравление бывшего сотрудника ФСБ Александра Литвиненко. Россия должна выплатить его вдове 100 тысяч евро за моральный ущерб и еще 22,5 тысяч евро за судебные издержки[76].
  - В крупнейших городах Австралии Сиднее и Мельбурне прошли массовые акции протеста против изоляции и санитарных ограничений на фоне коронавируса, за участие в акциях арестовано более 260 человек[77].
  - В Индии потерпел крушение вертолёт ВВС  Индии. Оба находившихся на борту пилота выжили, но были госпитализированы[78].
  - В Хасавюрте (Дагестан) в результате пожара в гостинице погибли 2 человека, ещё 6 человек получили ранения различной степени тяжести. Один из пострадавших находится в реанимации[79].
  - Суд в Руанде признал виновным в связях с террористами и приговорил к 25 годам тюрьмы Пола Русесабагину, прототипа главного героя фильма «Отель „Руанда“» (2004) о геноциде в стране.[80].
- 22 сентября
  - В Австралии произошло землетрясение силой 5,9 баллов, в результате которого оказалось разрушено более сорока домов и около 35 тысяч жителей Мельбурна остались без электричества. Это землетрясение признано одним из сильнейших в Австралии[81].
  - В Хабаровском крае потерпел крушение самолёт Ан-26, все члены экипажа погибли[82].

- 23 сентября
  - На Эльбрусе группа альпинистов попала в снежный шторм, 5 человек погибли, остальные получили сильные обморожения[83].

- 24 сентября
  - Во многих странах мира состоялись климатические протесты, организованные движением школьников и студентов «Пятницы ради будущего». Лидер движения Грета Тунберг выступила в Берлине, где собралось от 50 до 100 тысяч человек[84][85].
- 25 сентября
  - На полугодовом конгрессе Международной федерации хоккея на льду, проходившем в Санкт-Петербурге, состоялись выборы нового президента организации, на которых победил француз Люк Тардиф-старший. На этом посту Тардиф сменил Рене Фазеля, руководившего ИИХФ 27 лет[86].
  - Из Канады в КНР вернулась задержанная финансовый директор Huawei и дочь основателя компании Мэн Ваньчжоу, Китай в свою очередь освободил из-под стражи двух канадских граждан[87].

- 26 сентября
  - По результатам парламентских выборов Исландия не смогла стать первой страной Европы с большинством женщин в парламенте, женщины получили 30 мандатов, или (47,6 % депутатского состава), что на шесть больше, чем в предыдущем составе альтинга[88].
  - На парламентских выборах в Германии лидирует Социал-демократическая партия, правящий блок ХДС/ХСС, который представляет канцлер Ангела Меркель получил худший результат в своей истории. Впервые за 16 лет в бундестаг проходят пять партий[89].
  - В Сочи завершился 32-й открытый российский кинофестиваль «Кинотавр»[90].
  - Обострение противостояние между Сербией и Косово: ЕС и НАТО потребовали от Косова вывести спецназ, а от сербов — снять блокаду границы. Началом конфликта было распоряжение властей Косова не пропускать на косовскую территорию автомобили с сербскими номерами[91].
  - В Швейцарии на референдуме[англ.] 64 % жителей проголосовали за право однополых пар вступать в брак и заводить детей[92].

- 27 сентября
  - На Крите произошло землетрясение магнитудой 5,8 балла, погиб один человек, девять ранены[93].
  - Известного R&B-музыканта Ар Келли признали виновным в сексуальной эксплуатации женщин и девочек-подростков[94].
  - Топливный кризис в Великобритании: из-за нехватки 100 тысяч водителей тяжёлых грузовиков бензин и дизельное топливо некому развозить на бензовозах от нефтехранилищ до заправок[95].
  - Парламентская ассамблея Совета Европы присудила премию имени Вацлава Гавела Марии Колесниковой[96].
- 28 сентября
  - В шведском Гётеборге произошёл взрыв в жилом доме, в результате которого пострадали более 20 человек. Причины взрыва не известны[97].
  - В Китае усугубился энергетический кризис, кроме перебоев в работе заводов, начались перебои с электричеством в городах[98].
  - В связи с наступающим 8 октября 2021 года в 06:35 московского времени (03:35 UTC) верхним соединением Марса и Земли НАСА объявило о прекращении подачи команд марсоходу «Персеверанс» и вертолёту Ingenuity на период с 28 сентября по 17 октября 2021 года[99].
  - К многоцелевому лабораторному модулю «Наука» на Международной космической станции впервые пристыковался космический корабль[100].

- 29 сентября
  - Фракция КПРФ в Московской городской думе покинула заседание в знак протеста[101].

- 30 сентября
  - В результате беспорядков в тюрьме эквадорского города Гуаякиль погибло более 100 человек, ещё 52 пострадали. На данный момент властям удалось восстановить контроль над ситуацией[102].
  - Экс-президента Франции Николя Саркози осудили на один год за незаконное финансирование предвыборной кампании в 2012 году. Он будет отбывать срок вне тюрьмы, с электронным браслетом[103].